# Habenaria irazuensis
Habenaria irazuensis är en orkidéart som beskrevs av Rudolf Schlechter. Habenaria irazuensis ingår i släktet Habenaria och familjen orkidéer. Inga underarter finns listade i Catalogue of Life.